# بابلو غونزاليس
بابلو غونزاليس (بالإسبانية: Pablo González Juárez) (12 مايو 1993 المنكب إسبانيا - ) هو لاعب كرة قدم إسباني يلعب كلاعب وسط.

## روابط خارجية
- بابلو غونزاليس على موقع قاعدة بيانات كرة القدم.إي يو (الإنجليزية)
- بابلو غونزاليس على موقع Soccerway.com (الإنجليزية)
- بابلو غونزاليس على موقع عالم كرة القدم.نت (الإنجليزية)
- بابلو غونزاليس على موقع AS.com (الإسبانية)